# 東高津宮

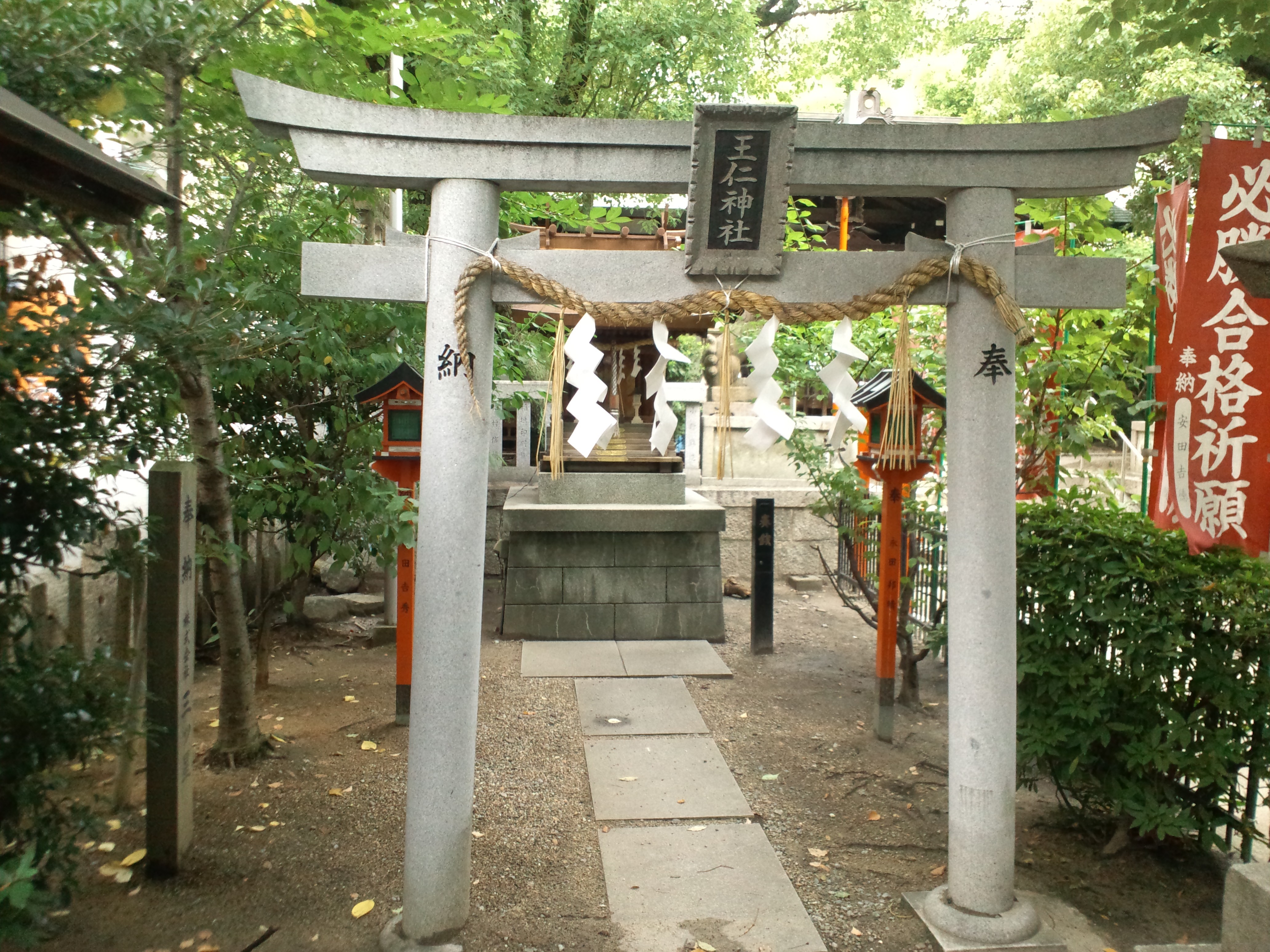
王仁神社

東高津宮（ひがしこうづぐう）は、大阪市天王寺区東高津町にある神社。旧社格は村社。元高津とも称される。

## 歴史
創建年は不詳。元は平野社、仁徳天皇社と呼ばれていた。
866年（貞観8年）に上町台地北部の石山に創建された高津宮が1124年（天治元年）に東高津へ遷座、1583年（天正11年）に西高津の現在地へ遷座したとされるが、元高津とも称される当社が東高津の旧地に創建された神社であるかについては不明である。
明治維新後、東高津宮に社名を改め、1872年（明治5年）に村社に列せられた。現在の近鉄大阪上本町駅7 - 9番ホームのあたりに鎮座していたが、1932年（昭和7年）の上本町駅拡張工事の際に現在地へ遷座した。
1945年（昭和20年）3月13日・14日の第1回大阪大空襲により全焼するが、1967年（昭和42年）に復興した。
また当社は仁徳天皇の皇居であったとする1898年（明治31年）の大阪府の調査報告がある。

## 祭神
- 主祭神 - 仁徳天皇、磐之姫命

## 境内
- 本殿 - 1967年（昭和42年）再建。
- 拝殿 - 1967年（昭和42年）再建。
- 社務所
- 王仁神社 - 祭神：王仁博士
- 磐船稲荷神社 - 祭神：宇賀御魂神
- としまいり石